# Hartwig Gauder
Hartwig Gauder, född 10 november 1954 i Vaihingen an der Enz i Baden-Württemberg, död 22 april 2020 i Erfurt i Thüringen, var en tysk friidrottare som tävlade i gång. Under början av sin karriär tävlade han för Östtyskland. 
Gauder tillhörde den yttersta världseliten i gång och har vunnit allt som går att vinna i sporten. Hans genombrott kom när han vid Olympiska sommarspelen 1980 vann olympiskt guld på 50 km gång på tiden 3:49.24. Han deltog senare vid EM 1986 där han även blev europamästare på 50 km gång. Året efter vid VM 1987 blev han världsmästare på distansen.
Vid Olympiska sommarspelen 1988 fick han se sig besegrad och slutade på en tredje plats. Samma resultat nådde han vid både EM 1990 och VM 1991.